# Otto Dreyer (Theologe)
Otto Dreyer (* 4. Dezember 1837 in Hamburg; †  4. Mai 1900 in Meiningen) war ein evangelischer Theologe.

## Leben
Dreyer studierte nach dem Besuch der Oberstufe des Gothaer Gymnasiums von 1857 bis 1861 Theologie an den Universitäten Halle, Heidelberg und Göttingen. Während seines Studiums wurde er 1857 Mitglied des Hallenser, 1858 des Heidelberger Wingolf, und 1860 der Burschenschaft Germania Göttingen, die bis 1864 ebenfalls dem Wingolfsbund angehörte, heute aber (seit 1893) dem Schwarzburgbund. Nach dem Theologiestudium erhielt er 1861–1863 eine Anstellung als Lehrer in Altona und Hamburg, 1863 als Diakon und Seelsorger am Frankenbergischen Krankenhaus in Gotha.
1875 wurde er 1. Pfarrer in St. Augustin und 1882 Superintendent. 1883 erhielt er von der Universität Jena den Doktortitel Dr. theol. h. c., 1891 wechselte er nunmehr als Oberkirchenrat nach  Meiningen.
Die Predigten, Schriften und Aufsätze des  von Friedrich Schleiermacher geprägten Theologen fanden Ende des 19. Jahrhunderts weite Verbreitung im deutschsprachigen Raum.

## Ehrungen
Am 15. April 1891 wurde Dreyer aus Anlass seines Weggangs nach Meiningen die Ehrenbürgerwürde der Stadt Gotha verliehen. Seit dem Jahre 2000 erinnert zudem die nach ihm benannte Otto-Dreyer-Straße im Westteil der Stadt an den Theologen.

## Werke
- Fester Glaube und freie Wissenschaft (Gotha 1869);
- Glaube, Liebe, Hoffnung, Predigten (Gotha 1870);
- Undogmatisches Christentum. Betrachtungen eines deutschen Idealisten, (4. Aufl., Braunschw. 1890);
- Zur undogmatischen Glaubenslehre, Vorträge (Berl. 1901)